# Estádio Flamarion Vasconcelos
Het Estádio Flamarion Vasconcelos, ook wel bekend onder de bijnaam Canarinho is een voetbalstadion in de stad Boa Vista in de staat Roraima. 
Het stadion werd geopend op 6 september 1975 en de eerste wedstrijd vond op 13 september plaats. Het stadion kreeg eerst de naam Estádio 13 de Setembro, maar werd later omgedoopt tot Flamarion Vasconcelos, een postuum eerbetoon aan een journalist. In de volksmond wordt het echter Canarinho genoemd.